# Internazionale
Football Club Internazionale Milano, algemeen bekend als Internazionale of eenvoudigweg Inter, is een voetbalclub uit de Italiaanse stad Milaan. De club wordt ook wel aangeduid als Inter Milaan. De club werd op 9 maart 1908 opgericht door een aantal "rebellen" die zich niet konden vinden in de reglementen van de Milan Cricket and Football Club, tegenwoordig beter bekend als AC Milan. Internazionale is tot op heden nog de enige Italiaanse voetbalclub die sinds de oprichting op het hoogste voetbalniveau van het land actief is. Het Stadio Giuseppe Meazza, ook wel bekend als San Siro, is de thuisbasis van de Nerazzurri en biedt plaats aan 80.018 toeschouwers.

## Geschiedenis

### Oprichting en eerste jaren
Internazionale werd opgericht op 9 maart 1908 als Football Club Internazionale nadat enkele leden van de Milan Cricket and Football Club zich hadden afgescheiden om een nieuwe club te vormen waar meer buitenlandse spelers zouden worden toegelaten. Een groep Italianen en Zwitsers, bestaande Giorgio Muggiani, een schilder die het eerste logo ontwierp, Bossard, Lana, Bertoloni, De Olma, Enrico Hintermann, Arturo Hintermann, Carlo Hintermann, Pietro Dell'Oro, Ugo en Hans Rietmann, Voelkel, Maner, Wipf, en Carlo Ardussi en Menno Knoote, waren niet tevreden over de dominantie van de Italianen in het team van Milan Cricket and Football Club en verlieten de club om Internazionale op te richten. Vanaf het begin stond Internazionale open voor buitenlandse spelers.
In 1909/10 won de club voor het eerst de scudetto, de landstitel. Virgilio Fossati was op dat moment speler-trainer en sneuvelde in de Eerste Wereldoorlog. De volgende titel kwam er tien jaar later. In 1928 fuseerde de club met US Milanese. In het fascistische tijdperk werd de naam Internazionale niet geapprecieerd en werd de naam Ambrosiana aangenomen en speelde de club in witte shirts met een rood kruis. In 1932 werd het toegelaten dat de naam veranderd werd in Ambrosiana-Inter en in 1945 nam de club opnieuw de naam Internazionale aan.
De eerste Coppa Italia werd in 1938/39 onder aanvoering van Giuseppe Meazza gewonnen. De thuisbasis van Internazionale, San Siro, werd op 3 maart 1980 vernoemd naar de voormalig speler van Inter en AC Milan. Inter won de zesde en zevende landstitel in 1953 en 1954. Na deze titels brak het beste tijdperk in de geschiedenis van de club aan, ook wel bekend als het tijdperk van Grande Inter.

### Grande Inter

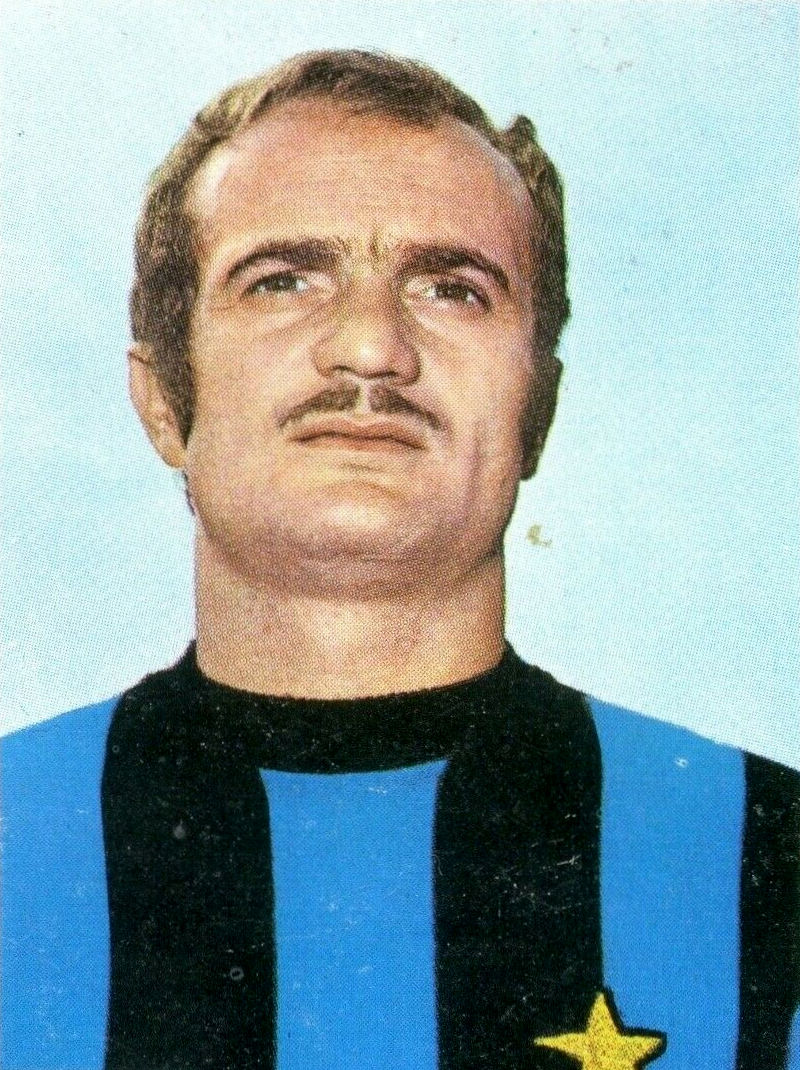
In de jaren zestig werd Sandro Mazzola dé vedette van Internazionale

In 1960 kwam Helenio Herrera over van Barcelona. Hij transformeerde de Milanese club om tot een van de leidende machten in het Europese voetbal. Inter eindigde in zijn eerste seizoen als derde, tweede in zijn tweede seizoen en eerste in zijn derde seizoen. Ook in 1965 en 1966 werd de landstitel veroverd. Daarnaast wist Internazionale ook Europese successen te boeken. In 1964 won de club voor het eerst de Europacup I tegen recordkampioen Real Madrid. Een jaar later deed de club het in eigen stadion nog dunnetjes over tegen een andere grootmacht die de competitie al twee keer gewonnen had, het Benfica van Eusébio. Het Grande Inter van Herrera bestond uit een aantal kernspelers, waaronder Tarcisio Burgnich, Giacinto Facchetti, Mario Corso en Sandro Mazzola.
Het lukte Internazionale in 1965 bijna om voor het eerst de Treble te winnen in de historie van het Europese voetbal, maar na het winnen van de Serie A en later de Europacup I ging de finale om de Coppa Italia verloren. In het seizoen 1965/66 reikte Inter tot ver in de strijd om de Europacup I, maar werd het in de halve finale uitgeschakeld door Real Madrid. In 1967 bereikte het wél weer de finale van het Europese toernooi, maar deze werd met 2-1 verloren van Celtic in het Portugese Lissabon.
Na het gouden tijdperk in de jaren 60 won Internazionale de elfde landstitel in 1971 en dan was het tot 1980 wachten op de twaalfde titel. In de Europacup I werd in 1972 de finale bereikt maar daarin was het Ajax van Johan Cruijff en Johan Neeskens een maatje te groot (2-0). De Coppa Italia werd in 1978 en 1982 gewonnen. De veelvoudige West-Duitse ex-internationals Hansi Müller en Karl-Heinz Rummenigge speelden 2 respectievelijk 3 seizoenen voor Inter. Geleid door het Duitse duo Andreas Brehme en Lothar Matthäus won de club in 1989 de landstitel, maar lukte ze het deze niet te prolongeren ondanks de toevoeging van Jürgen Klinsmann en de winst van de Supercoppa aan het begin van het seizoen.

### Donkere periode
Tot begin jaren negentig liep het nog vlot voor de club en in 1991 werd nog de UEFA Cup gewonnen. Maar daarna ging het minder bij de club. Terwijl grote rivalen AC Milan en Juventus zowel in Italië als in Europa successen behaalden, eindigde Inter vaker in de middenmoot. Het ergste overkwam de club in 1994 toen het slechts één puntje boven de degradatiezone eindigde. Troostprijs dat jaar was wel een nieuwe UEFA Cup-overwinning. In 1994/95 werd een gedeelde zesde plaats bereikt nadat Massimo Moratti het voorzitterschap overnam. Er waren ook veelbelovende spelers als Christian Vieri, Ronaldo en Hernán Crespo, waarmee Inter twee keer het wereldrecord voor een transfersom verbrak. In 1998 werd Internazionale nog eens vicekampioen en won het opnieuw de UEFA Cup, maar de jaren 90 is tot op heden het enige decennium in de clubgeschiedenis waarin geen landstitel werd behaald.

### Heropleving

#### Mancini
Op 8 juli 2004 werd voormalig Lazio-hoofdtrainer Roberto Mancini aangesteld als de nieuwe hoofdtrainer van de club. In zijn eerste seizoen verzamelde de club 72 punten en won het de Coppa Italia nadat het in de finale van AS Roma had gewonnen. Enkele maanden later, op 20 augustus 2005, werd ook de Supercoppa gewonnen door regerend landskampioen Juventus te verslaan. Het was de eerste Supercoppa-winst sinds 1989. Een jaar later gingen AS Roma en Internazionale op herhaling in de bekerfinale. Ook deze finale werd door de Milanese formatie van Mancini gewonnen. Door het Italiaans omkoopschandaal met Juventus, Lazio, Fiorentina, Reggina en AC Milan kreeg Internazionale de landstitel van 2005/06 toegewezen, ondanks dat het als derde was geëindigd in de competitie. Alle betrokken clubs kregen een straf, die later wel verminderd werd. Het grootste slachtoffer werd Oude Dame Juventus die twee landstitels verloor (eentje aan Inter en eentje is niet toegekend) en naar de Serie B werd teruggezet. AC Milan kreeg 8 strafpunten aan de start van het nieuwe voetbalseizoen.
Met het wegvallen van grote concurrent Juventus werkte Internazionale toe naar een glorieuze landstitel. Met een recordbrekende zegereeks van 17 wedstrijden die op 25 september 2006 startte met een 4-1 overwinning op Liverno en eindigde op 28 februari 2007 met een 1-1 gelijkspel tegen Udinese. De 5-2-overwinning op 25 februari 2007 brak het record van Bayern München en Real Madrid die 15 opeenvolgende overwinningen behaalden van de vijf grootste competities (Premier League, Serie A, La Liga, Ligue 1 en Bundesliga. De zegereeks duurde vijf maanden en Inter staat op de derde plaats in Europa na Benfica (29 overwinningen) en Celtic (25 overwinningen). Daarna ging het iets minder goed en speelde de club gelijk tegen clubs waarvan gewonnen zou moeten worden maar desalniettemin bleef de club genoeg punten voorsprong behouden. AS Roma dat tweede stond doorbrak de onoverwinnelijkheid uiteindelijk door met 3-1 te winnen en Inter de eerste seizoensnederlaag toe te dienen. Op 22 april 2007 won de club haar tweede scudetto op rij toen er met 2-1 werd gewonnen van Siena. Marco Materazzi scoorde beide doelpunten. Nadat Inter in het seizoen 2007/08 in de Champions League knock-outfase werd uitgeschakeld door Liverpool maakte Mancini bekend aan het einde van het seizoen te vertrekken bij de Nerazzuri. Tijdens de laatste speelronde van het seizoen werd nog wel de derde titel op rij bijgeschreven.

#### Mourinho

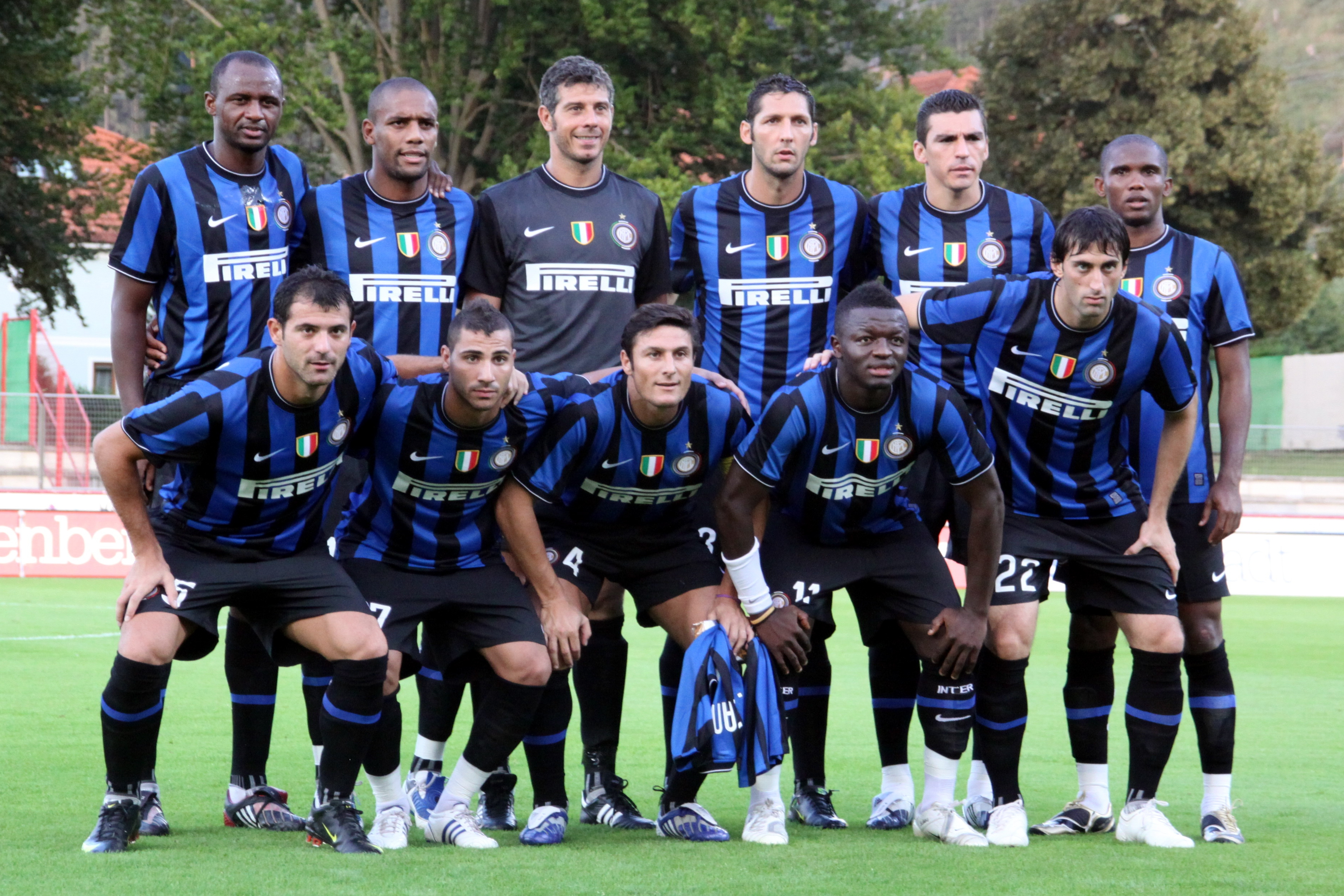
Bovenste rij, v.l.n.r.: Vieira, Maicon, Toldo, Materazzi, Lúcio, Eto'o
Onderste rij, v.l.n.r.: Stanković, Quaresma, Zanetti, Muntari, Milito (2009)

Op 2 juni 2008 maakte Internazionale bekend dat oud-Porto en Chelsea hoofdtrainer José Mourinho de nieuwe hoofdtrainer van de club zou worden. In zijn eerste seizoen met de club won het team de Supercoppa en een vierde Serie A op rij. De uiteindelijke Champions League-finalist Manchester United schakelde de Milanese club wel vroegtijdig uit in het toernooi.
Het tweede seizoen onder Mourinho werd de succesvolste jaargang in de clubgeschiedenis. Internazionale wist als eerste Italiaanse voetbalclub de Treble te winnen. Diego Milito speelde een grote rol in de Champions League-finale tegen Bayern München door beide doelpunten voor zijn rekening te nemen. De Serie A werd gewonnen met twee punten voorsprong op AS Roma, terwijl Inter ook in de Coppa Italia-finale te sterk was voor de Romeinen. Mourinho vertrok aan het eind van het seizoen om hoofdtrainer te worden van Real Madrid. Hij werd opgevolgd door voormalig Liverpool-hoofdtrainer Rafael Benítez.

### Crisisjaren
In augustus 2010 wonnen de Nerazzuri wederom de Supercoppa en een half jaar later werd het WK voor clubs voor de eerste keer gewonnen. Desondanks werd Benítez enkele dagen daarna ontslagen. Hij werd opgevolgd door Leonardo. Zijn aanstelling deed flink wat stof opwaaien aangezien hij overkwam van rivaal AC Milan. Onder zijn leiding behaalde het team dertig punten uit twaalf wedstrijden en brak zelfs een record in de Serie A, door uit 13 wedstrijden 33 punten te halen. Met een gemiddeld aantal punten van 2,5 per wedstrijd presteerde hij beter dan zijn twee voorgangers. Leonardo leidde de club naar de kwartfinale van de Champions League waarin het werd uitgeschakeld door Schalke 04, maar het wist wel beslag te leggen op de Coppa Italia. Desalniettemin vertrok Leonardo aan het einde van dat seizoen. In het seizoen erna, 2011/12, werkte de club met drie verschillende hoofdtrainers; Gian Piero Gasperini, Claudio Ranieri en Andrea Stramaccioni.
Met Gasperini aan het roer begonnen ze het seizoen voor met de strijd om de Supercoppa tegen AC Milan, die met 2-1 werd verloren. De eerste wedstrijd in de Serie A werd ook verloren met 4-3 van Palermo, en de week daarop speelden ze gelijk tegen AS Roma. In de Champions League verloren ze van het Turkse Trabzonspor. Na die nederlaag verloren ze ook van het nog maar net gepromoveerde Novara. Nadat vijf wedstrijden niet werden gewonnen werd Gasperini ontslagen. Opvolger Ranieri ging goed van start door zeven wedstrijden op rij te winnen, waaronder tegen AC Milan. Daardoor groeide de hoop om hernieuwde deelname aan de titelrace, maar na de winterstop zag alles er minder goed uit. Onder andere door het vertrek van Samuel Eto'o en Thiago Motta werden de prestaties in de competitie en in de Champions League minder. Na een nederlaag tegen Juventus diende Ranieri zijn ontslag in. Stramaccioni leidde het team vervolgens nog van een achtste naar de zesde plek, waardoor deelname aan de Europa League was veiliggesteld. Hij kreeg daardoor het vertrouwen van voorzitter Massimo Moratti om ook het volgende seizoen voor de groep te staan.
In augustus 2012 verkocht Moratti een minderheidsaandeel aan een Chinese investeringsgroep geleid door Kenneth Huang. Het seizoen 2012/13 werd een van de slechtste seizoenen van de laatste jaren doordat de club als negende eindigde en daardoor geen recht had op Europees voetbal in het volgende seizoen. Voormalig Napoli-hoofdtrainer Walter Mazzarri werd aangesteld als opvolger van Stramaccioni. Hij begeleide het team naar de vijfde plaats in de Serie A en dus een deelname aan de Europa League.

### Nieuw begin
Op 15 oktober 2013 werd bekend dat een Indonesische investeringsgroep onder aanvoering van Erick Thohir, Handy Soetedjo en Rosan Reoslani een overeenkomst hadden getekend om zeventig procent van de aandelen over te nemen voor ongeveer 366 miljoen euro. Moratti, die werd benoemd tot erevoorzitter, behield de andere dertig procent. Onder Thohir zijn bewind werd er een duurzamere strategie geïmplementeerd, maar dit zorgde niet voor nieuwe successen. Gedurende deze periode keerde succestrainer Mancini terug bij de club. Internazionale liep aan het einde van het seizoen Champions League-voetbal mis.
Op 6 juni 2016 nam Suning Holdings Group het aandelenpakket van Thohir's consortium over. Het eerste seizoen met de nieuwe eigenaar aan boord verliep uiterst moeizaam. In de zomer van 2016 werd er afscheid genomen van Mancini die werd vervangen door Frank de Boer. Die werd echter al weer in november van dat jaar werd ontslagen door de club na slechts vier overwinningen in elf wedstrijden. Zijn opvolger, Stefano Pioli, kon de slechte resultaten in de Champions League niet omdraaien. Toen het duidelijk werd dat de club naast een Europees ticket zou grijpen werd ook Pioli opzij geschoven. Luciano Spalletti tekende in juni 2017 een tweejarig contract bij Internazionale. Hij leidde het team in het seizoen 2017/18 terug naar Champions League-voetbal. Daarop besloot het bestuur zijn contract te verlengen tot medio 2021.
Steeven Zhang trad in oktober 2016 aan als de nieuwe voorzitter van de club. In januari van 2019 werd bekend dat LionRock Capital 31,5 procent van de aandelen in handen had gekregen en de nieuwe minderheidsaandeelhouder van Inter zou zijn. Ondanks de vierde eindklassering in de Serie A werd er besloten afscheid te nemen van Spalletti.

### Nieuwe succesperiode

#### Conte
Voormalig bondscoach van het Italiaans voetbalelftal Antonio Conte werd aangetrokken als hoofdtrainer. Hij ondertekende een driejarig contract. Het seizoen 2019/20 eindigde Internazionale op de tweede plaats, nadat het op de laatste speeldag met 2-0 wist te winnen van Atalanta. Ook bereikten ze de UEFA Europa League-finale, maar deze werd verloren van Sevilla. Op 2 mei 2021 kwam er een einde aan de achtereenvolgende kampioenschappen van Juventus doordat Inter beslag legde op de titel. Ondanks het succes vertrok Conte door een verschil van inzicht over het te voeren transferbeleid van de club.

#### Inzaghi
In juni 2021 werd Simone Inzaghi aangekondigd als de nieuwe hoofdtrainer van de Nerazzuri. In de strijd om de Supercoppa versloeg Internazionale Juventus met 2-1 waardoor het met de beker naar huis ging. Aan het einde van het seizoen 2021/22 werd ook de Coppa Italia gewonnen door wederom Juventus in de eindstrijd te verslaan. In de reguliere speeltijd bleef het nog 2-2, maar Inter was in de verlenging uiteindelijk de sterkste door nog tweemaal te scoren. Het Serie A-seizoen werd afgesloten op de tweede plaats.
De Supercoppa werd in januari 2023 opnieuw gewonnen nadat AC Milan met 3-0 werd verslagen in het Koning Fahdstadion, onder andere door doelpunten van Edin Džeko en Lautaro Martínez. Ook in de halve finale van de Champions League waren ze te sterk voor de stadgenoot, waardoor ze mochten aantreden in de finale van het miljardenbal. Het Manchester City van Josep Guardiola was, door een doelpunt van Rodri waren de Citizens de uiteindelijke winnaars.
Op 22 april 2024 wist Inter haar twintigste landstitel te winnen, nadat het met 2-1 had gewonnen van AC Milan. Hiermee was het pas de tweede Italiaanse voetbalclub met twintig landstitels of meer en had het haar stadgenoot officieel gepasseerd, die stonden destijds op 19 landstitels. Een maand later kwamen de meeste aandelen van de club in handen van de Amerikaanse investeerder Oaktree Capital Management, nadat de huidige eigenaar van het pakket, Steven Zhang, er niet in was geslaagd een grote lening ter waarde van 395 miljoen euro terug te betalen.

## Erelijst
| Internationaal                      |     | |
| FIFA Club World Cup                 | 1x  | 2010 |
| Intercontinental Cup                | 2x  | 1964, 1965 |
| Europacup I / UEFA Champions League | 3x  | 1964, 1965, 2010 |
| UEFA Cup                            | 3x  | 1991, 1994, 1998 |
| Nationaal                           |     | |
| Serie A                             | 20x | 1910, 1920, 1930, 1938, 1940, 1953, 1954, 1963, 1965, 1966, 1971, 1980, 1989, 2006, 2007, 2008, 2009, 2010, 2021, 2024 |
| Coppa Italia                        | 9x  | 1939, 1978, 1982, 2005, 2006, 2010, 2011, 2022, 2023                                                                   |
| Supercoppa Italiana                 | 8x  | 1989, 2005, 2006, 2008, 2010, 2021, 2022, 2023                                                                         |

## Sponsoren
| Periode   | Kledingsponsor | Shirtsponsor | Shirtsponsor rug | Trainingssponsor |
| --------- | -------------- | ------------ | ---------------- | ---------------- |
| 1979–1981 | Puma           |              |                  |                  |
| 1981–1982 | Puma           | Inno-Hit     |                  |                  |
| 1982–1986 | MecSport       | Misura       |                  |                  |
| 1986–1988 | Le Coq Sportif | Misura       |                  |                  |
| 1988–1991 | Uhlsport       | Misura       |                  |                  |
| 1991–1992 | Umbro          | FitGar       |                  |                  |
| 1992–1995 | Umbro          | Fiorucci     |                  |                  |
| 1995–1998 | Umbro          | Pirelli      |                  |                  |
| 1998–2016 | Nike           | Pirelli      |                  |                  |
| 2016–2021 | Nike           | Pirelli      | Suning.com       |                  |
| 2021–     | Nike           | Socios.com   | Suning.com       | Lenovo           |

## Eerste Elftal

### Selectie
| Nr.           | Naam                   | Sinds      | Contract   | Vorige club              |
| Doelmannen    | Doelmannen             | Doelmannen | Doelmannen | Doelmannen               |
| ------------- | ---------------------- | ---------- | ---------- | ------------------------ |
| 1             | Yann Sommer            | 2023       | 2026       | Bayern München           |
| 12            | Raffaele Di Gennaro    | 2023       | 2025       | Gubbio                   |
| 13            | Josep Martínez         | 2024       | 2029       | Genoa                    |
| –             | Andrei Radu            | 2019       | 2025       | Genoa                    |
| –             | Filip Stanković        | 2020       |            |                          |
| Verdedigers   |                        |            |            |                          |
| 2             | Denzel Dumfries        | 2021       | 2025       | PSV                      |
| 6             | Stefan de Vrij         | 2018       | 2025       | Lazio                    |
| 15            | Francesco Acerbi       | 2023       | 2025       | Lazio                    |
| 28            | Benjamin Pavard        | 2023       | 2028       | Bayern München           |
| 31            | Yann Bisseck           | 2023       | 2028       | Aarhus                   |
| 32            | Federico Dimarco       | 2018       | 2027       | Sion                     |
| 36            | Matteo Darmian         | 2021       | 2025       | Parma                    |
| 95            | Alessandro Bastoni     | 2017       | 2028       | Atalanta                 |
| –             | Alessandro Fontanarosa | 2022       |            |                          |
| Middenvelders |                        |            |            |                          |
| 7             | Piotr Zieliński        | 2024       | 2028       | Napoli                   |
| 16            | Davide Frattesi        | 2024       | 2028       | Sassuolo                 |
| 17            | Tajon Buchanan         | 2024       | 2028       | Club Brugge              |
| 20            | Hakan Çalhanoğlu       | 2021       | 2027       | AC Milan                 |
| 21            | Kristjan Asllani       | 2023       | 2027       | Empoli                   |
| 22            | Henrikh Mkhitaryan     | 2022       | 2026       | AS Roma                  |
| 23            | Nicolò Barella         | 2020       | 2029       | Cagliari                 |
| 30            | Carlos Augusto         | 2024       | 2028       | Monza                    |
| –             | Valentín Carboni       | 2022       | 2028       |                          |
| Aanvallers    |                        |            |            |                          |
| 8             | Marko Arnautovic       | 2024       | 2025       | Bologna                  |
| 9             | Marcus Thuram          | 2023       | 2028       | Borussia Mönchengladbach |
| 10            | Lautaro Martínez       | 2018       | 2026       | Racing Club              |
| 99            | Mehdi Taremi           | 2024       | 2027       | Porto                    |
| –             | Joaquín Correa         | 2022       | 2025       | Lazio                    |
| –             | Issiaka Kamate         | 2024       | 2026       |                          |
| –             | Eddie Salcedo          | 2019       |            | Genoa                    |
| –             | Martín Satriano        | 2021       | 2027       |                          |

Laatste update: 6 augustus 2024

## Overzichtslijsten

### Eindklasseringen (1946–2025)
- 1946 4e
Serie A
- 1947 10e
Serie A
- 1948 12e
Serie A
- 1949 2e
Serie A
- 1950 3e
Serie A
- 1951 2e
Serie A
- 1952 3e
Serie A
- 1953 1e
Serie A
- 1954 1e
Serie A
- 1955 8e
Serie A
- 1956 3e
Serie A
- 1957 5e
Serie A
- 1958 9e
Serie A
- 1959 3e
Serie A
- 1960 4e
Serie A
- 1961 3e
Serie A
- 1962 2e
Serie A
- 1963 1e
Serie A
- 1964 2e
Serie A
- 1965 1e
Serie A
- 1966 1e
Serie A
- 1967 2e
Serie A
- 1968 5e
Serie A
- 1969 4e
Serie A
- 1970 2e
Serie A
- 1971 1e
Serie A
- 1972 5e
Serie A
- 1973 5e
Serie A
- 1974 4e
Serie A
- 1975 9e
Serie A
- 1976 4e
Serie A
- 1977 4e
Serie A
- 1978 5e
Serie A
- 1979 4e
Serie A
- 1980 1e
Serie A
- 1981 4e
Serie A
- 1982 5e
Serie A
- 1983 3e
Serie A
- 1984 4e
Serie A
- 1985 3e
Serie A
- 1986 6e
Serie A
- 1987 3e
Serie A
- 1988 5e
Serie A
- 1989 1e
Serie A
- 1990 3e
Serie A
- 1991 3e
Serie A
- 1992 8e
Serie A
- 1993 2e
Serie A
- 1994 13e
Serie A
- 1995 6e
Serie A
- 1996 7e
Serie A
- 1997 3e
Serie A
- 1998 2e
Serie A
- 1999 8e
Serie A
- 2000 4e
Serie A
- 2001 5e
Serie A
- 2002 3e
Serie A
- 2003 2e
Serie A
- 2004 4e
Serie A
- 2005 3e
Serie A
- 2006 1e
Serie A
- 2007 1e
Serie A
- 2008 1e
Serie A
- 2009 1e
Serie A
- 2010 1e
Serie A
- 2011 2e
Serie A
- 2012 6e
Serie A
- 2013 9e
Serie A
- 2014 5e
Serie A
- 2015 8e
Serie A
- 2016 4e
Serie A
- 2017 7e
Serie A
- 2018 4e
Serie A
- 2019 4e
Serie A
- 2020 2e
Serie A
- 2021 1e
Serie A
- 2022 2e
Serie A
- 2023 3e
Serie A
- 2024 1e
Serie A
- 2025 2e
Serie A

- Serie A

### Inter in Europa
Inter speelde sinds 1930 in diverse Europese competities. Hieronder staan de competities en in welke seizoenen de club deelnam. De edities die Inter heeft gewonnen zijn dik gedrukt:
- Champions League (20x)

1998/99, 2000/01, 2002/03, 2003/04, 2004/05, 2005/06, 2006/07, 2007/08, 2008/09, 2009/10, 2010/11, 2011/12, 2018/19, 2019/20, 2020/21, 2021/22, 2022/23, 2023/24, 2024/25, 2025/26
- Europacup I (7x)

1963/64, 1964/65, 1965/66, 1966/67, 1971/72, 1980/81, 1989/90
- Europa League (5x)

2012/13, 2014/15, 2016/17, 2018/19, 2019/20
- UEFA Super Cup (1x)

2010
- Europacup II (2x)

1978/79, 1982/83
- UEFA Cup (23x)

1972/73, 1973/74, 1974/75, 1976/77, 1977/78, 1979/80, 1981/82, 1983/84, 1984/85, 1985/86, 1986/87, 1987/88, 1988/89, 1990/91, 1991/92, 1993/94, 1994/95, 1995/96, 1996/97, 1997/98, 2000/01, 2001/02, 2003/04
- Jaarbeursstedenbeker (6x)

1955/58, 1958/60, 1960/61, 1961/62, 1969/70, 1970/71
- Mitropacup (7x)

1930, 1933, 1934, 1935, 1936, 1938, 1939
Bijzonderheden Europese competities:
| Bijzonderheid                 | Datum      | Tegenstander     | Uitslag | Plaats  | Naam                 | Aantal |
| ----------------------------- | ---------- | ---------------- | ------- | ------- | -------------------- | ------ |
| Hoogste overwinning           | 11-11-1964 | Dinamo Boekarest | 6-0     | Milaan  |                      |        |
| Hoogste overwinning           | 11-11-1964 | Stjarnan FC      | 6-0     | Milaan  |                      |        |
| Hoogste nederlaag             | 31-05-2025 | PSG              | 0-5     | München |                      |        |
| Speler met meeste wedstrijden | 14-03-2013 |                  |         |         | Javier Zanetti       | 160    |
| Speler met meeste doelpunten  | 04-11-1987 |                  |         |         | Alessandro Altobelli | 35     |

UEFA Club Ranking: 6 (07-07-2025)

## Records & Statistieken
Top-5 meest gespeelde wedstrijden
| Nr. | Land       | Naam                | Positie    | Periode   | Aantal |
| --- | ---------- | ------------------- | ---------- | --------- | ------ |
| 1   | Argentinië | Javier Zanetti      | Verdediger | 1995–2014 | 858    |
| 2   | Italië     | Giuseppe Bergomi    | Verdediger | 1979–1999 | 754    |
| 3   | Italië     | Giacinto Facchetti† | Verdediger | 1960–1978 | 637    |
| 4   | Italië     | Sandro Mazzola      | Aanvaller  | 1960–1977 | 566    |
| 5   | Italië     | Giuseppe Baresi     | Verdediger | 1976–1992 | 558    |

Top-5 Doelpuntenmakers
| Nr. | Land       | Naam                 | Periode              | Aantal |
| --- | ---------- | -------------------- | -------------------- | ------ |
| 1   | Italië     | Giuseppe Meazza†     | 1927–1939, 1946–1947 | 284    |
| 2   | Italië     | Alessandro Altobelli | 1977–1988            | 209    |
| 3   | Italië     | Roberto Boninsegna   | 1969–1976            | 173    |
| 4   | Italië     | Sandro Mazzola       | 1960–1977            | 162    |
| 5   | Argentinië | Lautaro Martínez     | 2018–heden           | 153    |

Stand: 18-08-2025

## Bekende (oud-)Nerazzurri

### Spelers
- Dino Baggio
- Roberto Baggio
- Mario Balotelli
- Giuseppe Baresi
- Dennis Bergkamp
- Laurent Blanc
- Esteban Cambiasso
- Fabio Cannavaro
- Roberto Carlos
- Júlio César
- Cristian Chivu
- Hernán Crespo
- Denzel Dumfries
- Samuel Eto'o
- Giacinto Facchetti
- Luís Figo
- Diego Forlán
- Zlatan Ibrahimović
- Mauro Icardi
- Wim Jonk
- Lúcio
- Romelu Lukaku
- Marco Materazzi
- Lothar Matthäus
- Diego Milito
- Radja Nainggolan
- Andrea Pirlo
- Ronaldo
- Karl-Heinz Rummenigge
- Clarence Seedorf
- Wesley Sneijder
- Francesco Toldo
- Patrick Vieira
- Christian Vieri
- Stefan de Vrij
- Faas Wilkes
- Cristiano Zanetti
- Javier Zanetti

### Trainers
- Eugenio Bersellini
- Frank de Boer
- Antonio Conte
- Helenio Herrera
- Mircea Lucescu
- Simone Inzaghi
- Roberto Mancini
- José Mourinho
- Claudio Ranieri
- Luciano Spalletti
- Giovanni Trapattoni